# Боринци
Боринци (болг. Боринци) — село в Болгарии. Находится в Сливенской области, входит в общину Котел. Население составляет 153 человека.

## Политическая ситуация
В местном кметстве Боринци, в состав которого входит Боринци, должность кмета (старосты) исполняет Даниела Стоянова (коалиция партий: ГЕРБ по результатам выборов.
Кмет (мэр) общины Котел — Христо Русев Киров (коалиция партий: национальное движение «Симеон Второй» (НДСВ) и Движение «За права и свободы» (ДПС)) по результатам выборов.